# Борго Полтронијери (Ферара)
Борго Полтронијери (итал. Borgo Poltronieri) је насеље у Италији у округу Ферара, региону Емилија-Ромања.
Према процени из 2011. у насељу је живело 14 становника. Насеље се налази на надморској висини од 3 м.